# Xã Royal, Quận White, Arkansas
Xã Royal (tiếng Anh: Royal Township) là một xã thuộc quận White, tiểu bang Arkansas, Hoa Kỳ. Năm 2010, dân số của xã này là 703 người.